# Twerking

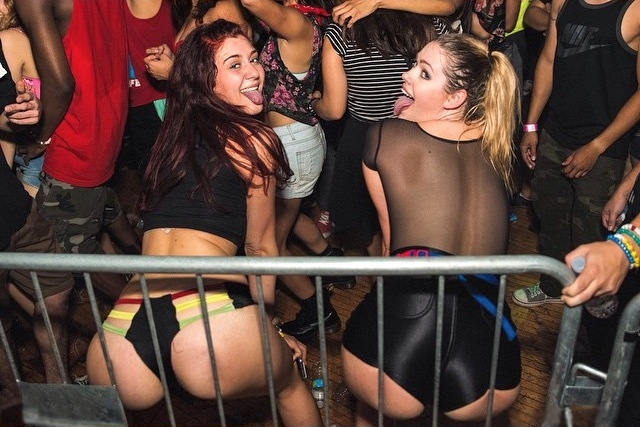
Dwie dziewczyny wykonujące twerking

Twerking (czasem twerk) – rodzaj tańca o zabarwieniu erotycznym, który polega na rytmicznym potrząsaniu pośladkami i biodrami w niskiej pozycji.
Twerking może wywodzić się od tradycyjnych tańców afrykańskich. Według naukowców z Oxford English Dictionary słowo „twerk” miało być użyte po raz pierwszy już w 1820 r. (wtedy zapisane jako twirk) i odnosiło się do skręcającego lub szarpiącego ruchu.
Słowo twerking w amerykańskiej kulturze hip-hopowej (dancehall) znane jest od lat 90 XX wieku. Wtedy to, w 1993 roku nowoorleański DJ Jubilee nagrał piosenkę Do the Jubilee All, dzięki której twerking po raz pierwszy stał się szerzej znany. 